# Nyársas antilop
A nyársas antilop vagy orix (Oryx gazella) az emlősök (Mammalia) osztályának párosujjú patások (Artiodactyla) rendjébe, ezen belül a tülkösszarvúak (Bovidae) családjába és a lóantilopformák (Hippotraginae) alcsaládjába tartozó faj.
Nemének a típusfaja. A hasonlóság miatt korábban egyes tudósok a nyársas antilop alfajának vélték a bejzát (Oryx beisa); azonban eme állatok a diploid kromoszóma száma különböző, 56 a bejzáé és 58 a nyársas antilopé; tehát a két állat nem tartozhat ugyanabba fajba.

## Előfordulása
A nyársas antilop Angola, Botswana, Namíbia, a Dél-afrikai Köztársaság és Zimbabwe területén él. Amennyiben a bejzát alfajának tekintjük, úgy ezektől a területektől hatalmas távolságra, Kelet-Afrikában is előfordul.
Mexikóba és az Egyesült Államok déli részére is betelepítették a fajt, ahol elszaporodva legelésével súlyos károkat okoz a helyi ökoszisztémában.

## Megjelenése
A nyársas antilop nemének legnagyobb faja. Nyaka izmos, bőre vastag és kemény. Pofája fehér, jókora fekete maszkkal. Háta, fara és oldala alapvetően szürkésbarna, hasa fehér, a két színt pedig egy-egy vízszintes fekete sáv választja el mindkét oldalon, amely combjaira is átterjed. Lábai ettől lefelé fehérek. Farka fekete.
A bikák nagyobbak a teheneknél, ezen túlmenően a nemek hasonlóak. A nyársas antilopok átlagos marmagassága 115-125 centiméter, teljes testhosszuk pedig a 180-195 centimétert is elérheti. Tömegük körülbelül 180-225 (a bikák esetében akár 240) kilogramm. Az enyhén görbülő, gyűrűs, fekete szarvak hossza 60-150 centiméter. A nőstények szarva általában hosszabb és vékonyabb a bikákénál.

## Életmódja
A nyársas antilopok a kiterjedt füves pusztaságok lakói. Csordákban élnek, és életüket vándorlással töltik a legelők között. Alapvetően fűféléket fogyasztanak. Vízigényük korlátozott, és a hőséget is nagyon jól bírják. Képesek például akár 10 Celsius-fokos testhőmérséklet-emelkedést is elviselni, és ilyenkor kipárolgásuk mértéke is csökken.
A csordák átlagosan 14 példányból állnak, de nem ritkák az 50 egyedet számláló csoportok sem – sőt, táplálékbőség idején akár 200 nyársas antilop is együtt legelhet. A nagyobb csordákban a tehenek vannak többségben, de sok bika is velük tart – ellenben a kisebbekre jellemző az egyneműség (fiatal hímek, illetve nőstények és borjaik csordái).
A vegyes csordák hierarchikusan épülnek fel, élükön a domináns bika, majd a domináns tehén áll. A vezérhím többnyire a csorda mögött halad, és összetereli a lemaradókat. Nagyobb csapatok esetén nem ritka, hogy ún. béta-hím követi a vezérbikát a rangsorban. A hierarchiát a bikák agresszív bemutatókkal tartják fenn: hosszú, hegyes szarvaikkal oldalra tudnak vágni és döfni. Az esetleges balesetek elkerülése végett a vonuló antilopcsordák mindig szarvnyi távolságra maradnak egymástól. A csoportok nem zárkóznak el az új jövevények elől, és a vezérhím jelképes küzdelem után még a bikákat is befogadja.
Egyes hímek territóriumot tartanak fenn, amit védenek a betolakodóktól, bár ez a szűkös táplálék- és vízkínálat miatt nem gyakori. Ezek a bikák igyekeznek a vegyes- és tehéncsordákat birtokukra csalogatni, hogy elnyerhessék a velük való párzás kizárólagos jogát.

## Szaporodása
A nyársas antilopok szaporodása nem köthető évszakhoz. A csordák alfahímjei bármikor párosodnak a termékeny tehenekkel, és a territoriális példányok is igyekeznek kihasználni minden alkalmat, ha nőstények vonulnak át a területükön. A tehenek kétéves korukra lesznek ivarérettek, és 8,5 hónapon belül hozzák világra egy kicsinyüket. A borjak világrajöttükkor 9-15 kilogrammot nyomnak, és teljesen barnák. Az első időkben, bár hamarosan képesek lábra állni és járni, a borjak nem tartanak anyjukkal, hanem hathetes korukig valamilyen rejtett helyen maradnak, és anyjuk napi két-három alkalommal tér vissza szoptatni őket. Az elválasztás 3,5 hónapos korban történik meg, amikorra az ifjú antilopok már felnőtt színekben pompáznak. A fiatal bikák ilyenkor elhagyják a csoportot, a tehenek viszont anyjuk csordájával maradnak.
A fiatal példányok kedvelt zsákmányállatai a ragadozóknak: oroszlánok, leopárdok, gepárdok és foltos hiénák gátolják az állomány túlszaporodását.

## Védettsége
A világon ma körülbelül 275 000 nyársas antilop él. Ez viszonylag nagy mennyiség, ám sok helyen erősen visszaesett a létszám a háziállatok túllegeltetésének, a földek feltörésének vagy a túlzott vadászatnak köszönhetően.
A bennszülöttek egyébként nem elsősorban húsáért, hanem vastag bőréért és hegyes szarváért vadászták/vadásszák, mivel belőlük kiváló pajzsok, lándzsák készíthetők. A nyugati vadászok kedvelt célpontja a tekintélyes trófeája miatt.

## Képek

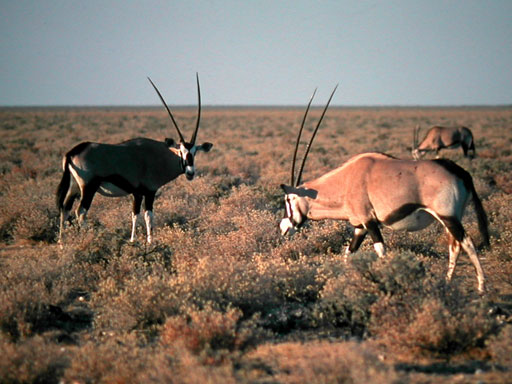
Legelő nyársas antilopok
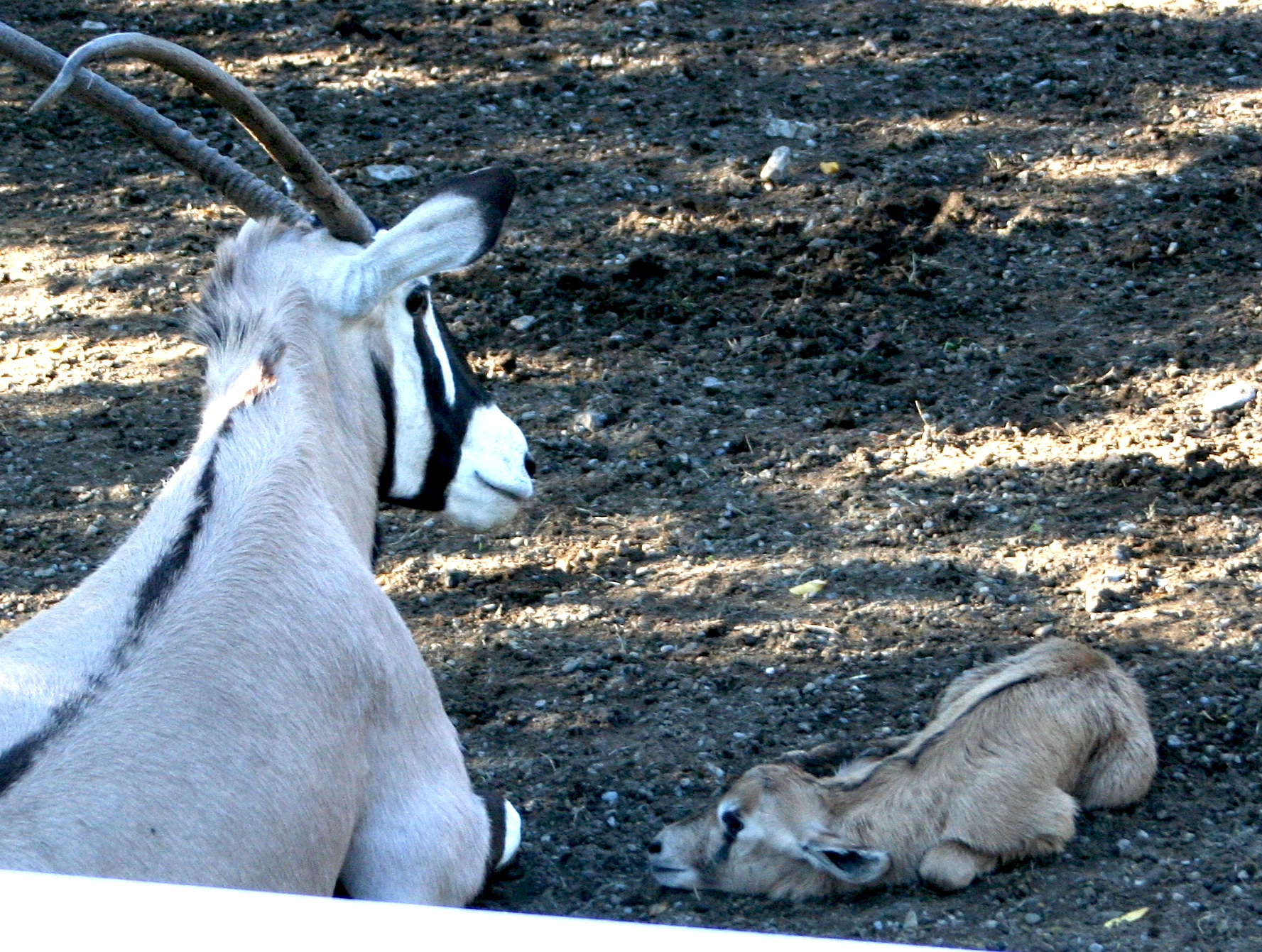
Újszülött antilopborjú
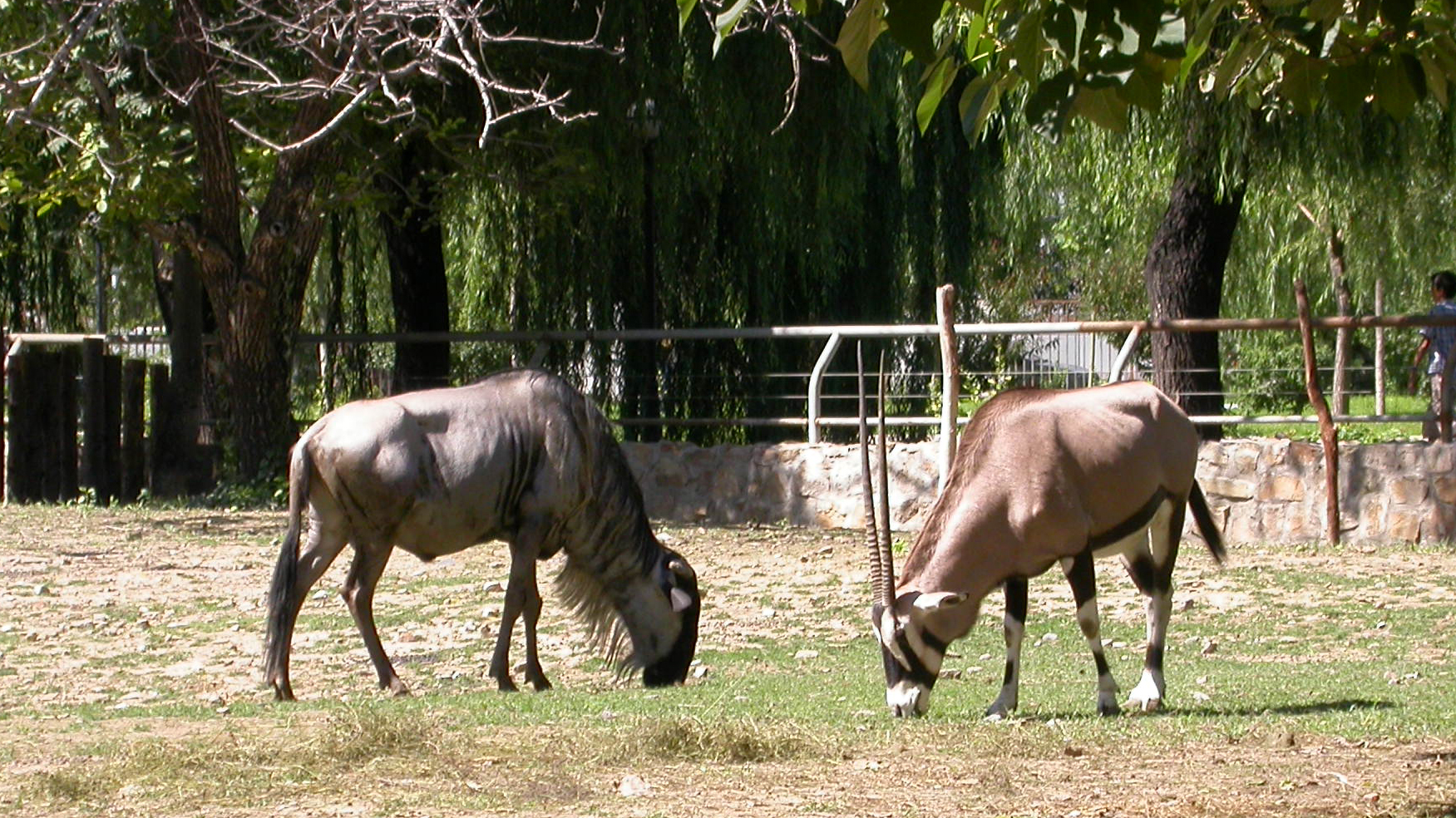
Egy nyársas antilop (jobbra) és egy csíkos gnú (balra) legelészés közben a pekingi állatkertben